# Бразос (округ)
О́круг Бра́зос (англ. Brazos county) — округ штата Техас Соединённых Штатов Америки. На 2000 год в нём проживало 152 415 человек. По оценке бюро переписи населения США в 2008 году население округа составляло 175 122 человека. Окружным центром является город Брайан.

## История
Округ Бразос был сформирован в 1841 году из части округа Вашингтон. Своё название он получил от реки Бразос.